# Euceropsylla martorelli
Euceropsylla martorelli är en insektsart som först beskrevs av Caldwell 1944.  Euceropsylla martorelli ingår i släktet Euceropsylla och familjen rundbladloppor. Inga underarter finns listade i Catalogue of Life.